# ایم یون آه
ایم یون آه (کره‌ای: 임윤아؛ زادهٔ ۳۰ مه ۱۹۹۰)، که بیشتر با نام هنری یونآ (کره‌ای: 윤아؛ انگلیسی: Yoona) شناخته می‌شود، خواننده و بازیگر اهل کره جنوبی است. بعد از ۵ سال کارآموزی، او به عنوان عضو گروه دخترانهٔ گرلز جنریشن (و بعدها یکی از زیرگروه‌های آن گرلز جنریشن-اوه! جی‌جی) وارد عرصهٔ موسیقی شد، گروهی که هم‌اکنون یکی از پرفروش‌ترین هنرمندان کره جنوبی است.
جدا از فعالیت‌های گروهی، یونآ توانست با ایفای نقش‌های متفاوت در مجموعه‌های تلویزیونی از جمله تو سرنوشت منی (۲۰۰۸)، که جایزهٔ «بهترین بازیگر زن جدید» را در بیست و سومین جشنوارهٔ سریال کی‌بی‌اس و چهل و پنجمین جشنوارهٔ هنر بک‌سانگ برایش به همراه داشت، و همچنین سریال‌هایی مانند باران عشق (۲۰۱۲)، نخست‌وزیر و من (۲۰۱۳)، کی۲ (۲۰۱۶) و پادشاه عاشق (۲۰۱۷)، خود را در عرصهٔ بازیگری مطرح کند. او همچنین در فیلم‌های سینمایی مأموریت محرمانه (۲۰۱۷) و خروج (۲۰۱۹) بازی کرد که هردو از پرفروش‌ترین فیلم‌های سینمای کره جنوبی هستند.
در ۳۰ مه ۲۰۱۹، یونآ آلبوم کوتاه ویژه‌ای به نام پیاده‌روی به‌یادماندنی را منتشر کرد تا جشن تولد ۲۹ سالگی خود (۳۰ سالگی بر اساس سال کره‌ای) را جشن بگیرد و به این ترتیب یونآ پنجمین عضو گرلز جنریشن بود که به صورت رسمی و با یک آلبوم فعالیت تکی را آغاز کرد. این آلبوم رکورد پرفروش‌ترین آلبوم در ۲۴ ساعت اول انتشار توسط یک خوانندهٔ زن در کره‌جنوبی را از آن خود کرد.
موفقیت‌های بسیار شغلی یونآ در عرصهٔ موسیقی و بازیگری، او را به یکی از محبوبترین‌ها در زمینهٔ تبلیغات تلویزیونی، خصوصاً همکاری بلندمدت با اینس فیری، بدل کرده‌است. او همچنین جایگاه خود به عنوان یکی از آیدل-بازیگرهای پیشگام در کره جنوبی، را تثبیت کرده‌است.

## زندگی عاشقانه
در سال ۲۰۲۳ شایعه‌ شد که او با لی جونهو (هم‌بازی اش در سریال پادشاه سرزمین) قرار می‌گذارد و این خبر توسط کمپانی هر دو رد و تکذیب شد و گفته اند فقط باهم دوست هستند.

## تحصیلات
یونآ در سال ۲۰۰۹ از دبیرستان ده‌یونگ فارغ‌التحصیل شد. او در فوریه ۲۰۱۵، از دانشگاه دونگ‌گوک در رشتهٔ مطالعات تئاتر فارغ‌التحصیل شد و در مراسم فارغ‌التحصیلی، جایزهٔ دستاورد ویژه را دریافت کرد. هم‌گروهی او در گرلز جنریشن، سوهیان نیز در همین دانشگاه درس خوانده‌است. یونآ همچنین در سال ۲۰۱۴ به عنوان یک سفیر برای این دانشگاه در کنار سون نایون از گروه ای‌پینک و بازیگر پارک ها-سان انتخاب شد.

## ترانه‌شناسی

### آلبوم‌های چند آهنگه
| عنوان                                           | جزئیات | بالاترین موقعیت جدول | بالاترین موقعیت جدول | فروش                      |
| عنوان                                           | جزئیات | KOR                  | US World             | فروش                      |
| ----------------------------------------------- | --- | -------------------- | -------------------- | ------------------------- |
| بلاسم                                           | - انتشار: ۴ اوت ۲۰۱۶ (چین) - ناشر: اس‌ام انترتینمنت - قالب: دانلود دیجیتال فهرست قطعات 1. Red Bean (红豆) 2. A Little Happiness (小幸运) 3. The Moon Represents My Heart (月亮代表我的心) | —                    | —                    | —                         |
| پیاده‌روی به‌یادماندنی                            | - انتشار: ۳۰ مه ۲۰۱۹ (کره جنوبی) - ناشر: اس‌ام انترتینمنت - قالب: سی‌دی، دانلود دیجیتال، اسمارت کارت                                                                                       | ۳                    | ۱۳                   | - KOR: 53,051 - US: 2,000 |
| «—» بیانگر آهنگ‌هایی است که در جدول قرار نگرفتند | |                      |                      |                           |

### تک‌آهنگ‌ها
| عنوان                                                                | سال                  | بالاترین موقعیت جدول | بالاترین موقعیت جدول | فروش (دانلود)              | آلبوم                |
| عنوان                                                                | سال                  | KOR Gaon             | US World             | فروش (دانلود)              | آلبوم                |
| به عنوان آرتیست اصلی                                                 | به عنوان آرتیست اصلی | به عنوان آرتیست اصلی | به عنوان آرتیست اصلی | به عنوان آرتیست اصلی       | به عنوان آرتیست اصلی |
| -------------------------------------------------------------------- | -------------------- | -------------------- | -------------------- | -------------------------- | -------------------- |
| «دیوارسنگی خیابان دئوکسوگونگ» (덕수궁 돌담길의 봄) (با 10cm)         | ۲۰۱۶                 | ۲۴                   | ۷                    | - KOR: 194,752 - US: 2,000 | پیاده‌روی به‌یادماندنی |
| «وقتی باد می‌وزد» (바람이 불면)                                       | ۲۰۱۷                 | —                    | ۸                    | —                          | پیاده‌روی به‌یادماندنی |
| «شب تابستونی» (여름밤) (featuring 20 Years of Age)                   | ۲۰۱۹                 | —                    | —                    | —                          | پیاده‌روی به‌یادماندنی |
| همکاری‌ها                                                             |                      |                      |                      |                            |                      |
| «برای تو» (با لی سانگ‌سون)                                            | ۲۰۱۸                 | —                    | —                    | —                          | پیاده‌روی به‌یادماندنی |
| تک‌آهنگ‌های تبلیغاتی                                                   |                      |                      |                      |                            |                      |
| «حرکت هاپتیک» (햅틱모션) (با ته‌یان، جسیکا، سوهیان، و سانی)           | ۲۰۰۸                 | —                    | —                    | —                          | تک‌آهنگ بدون آلبوم    |
| «روز اینس‌فیری» (이니스프리데이)                                      | ۲۰۱۰                 | —                    | —                    | —                          | تک‌آهنگ بدون آلبوم    |
| موسیقی متن                                                           |                      |                      |                      |                            |                      |
| "Amazing Grace"                                                      | ۲۰۱۶                 | —                    | —                    | —                          | کی۲                  |
| «—» بیانگر ضبط شده‌ای است که در قلمروی آن جدول نبوده یا منتشر نشده‌است |                      |                      |                      |                            |                      |